# Deutsche Botschaft Islamabad
Die Deutsche Botschaft Islamabad ist die diplomatische Vertretung der Bundesrepublik Deutschland in der Islamischen Republik Pakistan.

## Lage und Gebäude
Die Botschaft befindet sich im Diplomatenviertel der pakistanischen Hauptstadt Islamabad Ramna 5. Die Vertretungen von Australien, Spanien und Nigeria sind direkte Nachbarn. Die Straßenadresse lautet: Isfahani Rd, Ramna 5 Diplomatic Enclave, Islamabad, Islamabad Capital Territory, Pakistan.
Das Botschaftsviertel liegt nördlich des Rawal Sees im Norden der Stadt. Das 2 km südlich gelegene Außenministerium ist in wenigen Minuten zu erreichen. Zum rund 36 km westlich gelegenen internationalen Flughafen (Benazir Bhutto Airport, auch Islamabad International Airport) dauert die Fahrt auf dem Srinagar Highway (N5) in der Regel rund 40 Minuten. Zur südlich am Indischen Ozean gelegenen Hafenstadt und Metropole Karatschi beträgt die Entfernung rund 1400 km.
Auf dem Gelände der Botschaft befinden sich alle Räumlichkeiten der Vertretung einschließlich der Residenz des Botschafters. Das zweigeschossige Bürogebäude der Kanzlei der Botschaft Islamabad sollte in den Jahren 2014 bis 2016 erneuert werden. Nach Umplanungen wurde das Gewerk im Jahr 2019 neu ausgeschrieben, Dabei wurde ganz auf die Erstellung des Gebäudes in modularer Bauweise abgestellt. Den Auftrag für die Erstellung von insgesamt vier neuen Botschaftsgebäuden mit einer Gesamtfläche von ca. 3200 m² auf dem Gelände der Deutschen Botschaft in Islamabad/Pakistan erhielt die Firma ADK Modulraum aus Neresheim. Insgesamt 108 Module werden auf dem See- und Landweg über Karatschi vorgefertigt geliefert.
Für die Kunst am Bau fand im Jahr 2018 ein Wettbewerb statt, aus dem für die Empfangshalle der Kanzlei das Kunstwerk „Kaleidoskop“ der Münchner Corbinian Böhm und Michael Gruber sowie für den Innenhof der Residenz „Landscapediplomacy“ von Thomas Stricker, Düsseldorf, ausgewählt wurden.
Am 12. Juni 2022 wurde das Richtfest für den Kanzlei-Neubau gefeiert. Der Erweiterungsneubau des Visagebäudes und das neue Technikgebäude für die Deutsche Botschaft wurden im Februar 2022 übergeben.

## Auftrag und Organisation
Die Deutsche Botschaft Islamabad hat den Auftrag, die deutsch-pakistanischen Beziehungen zu pflegen, die deutschen Interessen gegenüber der Regierung von Pakistan zu vertreten und die Bundesregierung über Entwicklungen in Pakistan zu unterrichten.
In der Botschaft werden die Sachgebiete Politik, Wirtschaft, Kultur und Bildung bearbeitet.
Das Referat für Rechts- und Konsularangelegenheiten der Botschaft betreut den Konsularbezirk Punjab, Khyber-Pakhtunkhwa, FATA (Federally Administered Tribal Areas), Gilgit-Baltistan, AJK (Azad Jammu und Kashmir, pakistanisch verwalteter Teil von Kaschmir). Es bietet konsularische Dienstleistungen für im Land ansässige deutsche Staatsangehörige an. Die Visastelle des Referats stellt Visa für pakistanische Staatsangehörige aus. Für dringende konsularische Notfälle außerhalb der Dienstzeiten besteht eine telefonische Rufbereitschaft.
In Karatschi besteht ein Generalkonsulat der Bundesrepublik Deutschland, dessen Amtsbezirk die Landesteile umfasst, die nicht von der Botschaft abgedeckt werden. In Lahore ist ein Honorarkonsul bestellt und ansässig.

## Geschichte
Pakistan wurde am 14. August 1947 vom Vereinigten Königreich unabhängig. Die Bundesrepublik Deutschland eröffnete am 14. Mai 1952 eine Botschaft in Karatschi, die am 14. Januar 1966 nach Rawalpindi und schließlich am 13. November 1972 nach Islamabad verlegt wurde.
Die DDR und Pakistan nahmen am 15. November 1972 diplomatische Beziehungen auf und tauschten Botschafter aus. Die Botschaft der DDR in Islamabad wurde 1990 mit Beitritt der DDR zur Bundesrepublik Deutschland geschlossen.